# Cuviera bolo
Cuviera bolo là một loài thực vật có hoa trong họ Thiến thảo. Loài này được Aubrév. & Pellegr. mô tả khoa học đầu tiên năm 1936.